# Tour d'Émilie 2015
La 98e édition du Tour d'Émilie a eu lieu le 10 octobre 2015. Elle fait partie du calendrier UCI Europe Tour 2015 en catégorie 1.HC.
Elle a été remportée en solitaire par le Belge Jan Bakelants (AG2R La Mondiale).

## Présentation

### Équipes
| Unknown team category |
|                       |

## Classements
| \| Classement général \| Classement général \| Classement général \| Classement général \| Classement général \| \| Coureur \| Coureur \| Pays \| Équipe \| Temps \| \| ------------------ \| ------------------ \| ------------------ \| ------------------ \| ------------------ \| |         |      |        |       |
| |         |      |        |       |
| |         |      |        |       |
| Classement général |         |      |        |       |
| Coureur | Coureur | Pays | Équipe | Temps |